# Cortinarius livido-ochraceus
Cortinarius livido-ochraceus (Miles Joseph Berkeley, 1836 ex Miles Joseph Berkeley, 1860) din încrengătura Basidiomycota, în familia Cortinariaceae și de genul Cortinarius este o ciupercă comestibilă destul de răspândită, fiind un simbiont micoriza (formează micorize pe rădăcinile arborilor). Un nume popular nu este cunoscut. În România, Basarabia și Bucovina de Nord trăiește de la câmpie la munte, sociabil în grupuri, în păduri de foioase și în cele mixte, sub carpeni, fagi, mesteceni și stejari, pe sol mai acru până la slab bazic. Timpul apariției este din august până în noiembrie.

## Taxonomie

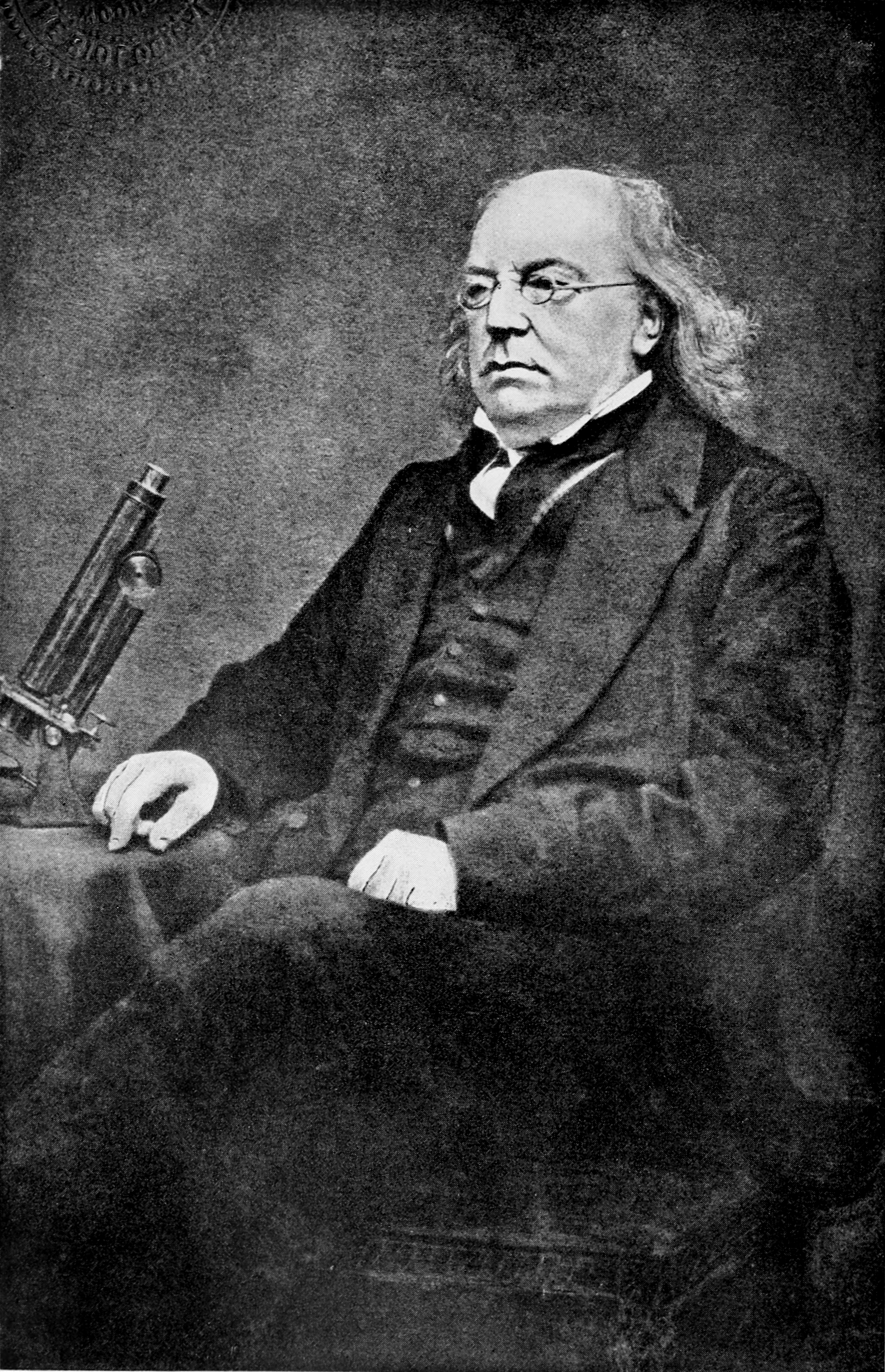
Miles J. Berkeley

Numele binomial Agaricus livido-ochraceus a fost determinat de micologul englez Miles Joseph Berkeley în volumul 5 al cărții The English Flora din 1836.
În 1860, el însuși a transferat specia la genul Cortinarius sub păstrarea epitetului, de verificat în opera sa Outlines of British fungology, containing characters of above a thousand species of fungi and a complete list of all that have been described as natives of the British Isles din 1860, fiind și numele curent valabil (2023).
Taxoni obligatori sunt Gomphos lividoochraceus al micologului german Otto Kuntze din 1891 precum Myxacium livido-ochraceus al compatriotului său Adalbert Ricken din 1911, ambii bazând pe descrierea lui Berkeley.
Berkeley (1860) a fost primul micolog care a recunoscut că, pe lângă Cortinarius elatior , a trebuit să existe cel puțin un alt taxon similar, pe care l-a identificat în mod valid drept Cortinarius (Myxacium) livido-ochraceus spec. nov.. Decisiv pentru acest lucru au fost coloritul neobișnuit ocru pal (livido-ochraceus), marginea nestriată a pălăriei și în special habitusul clar mai mic.
Epitetul specific este derivat din cuvintele latine (latină lividus=de culoarea  plumbului) și (latină ochraceus=ocru), datorită aspectului general.

## Descriere

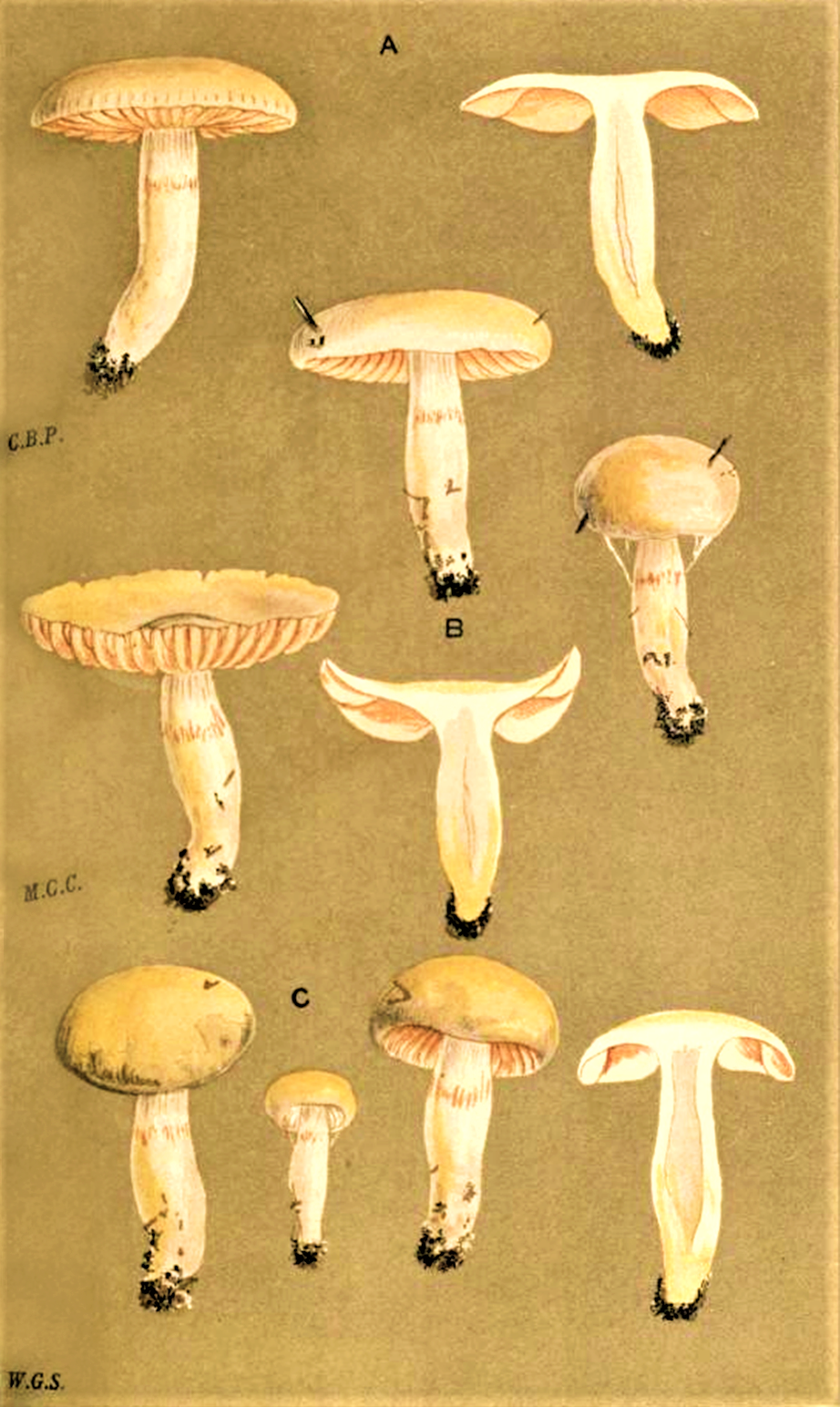
Cooke: Cortinarius livido-ochraceus

- Pălăria: destul de subțire cu un diametru între 4 și 6 (7 cm) este la început boltită emisferic cu marginile nestriate răsucite spre interior, capătă însă repede forma de clopot, adesea cu o cocoașă largă, turtită care poate deveni ceva mai ascuțită când ciuperca se aplatizează în vârstă. De obicei, cuticula nu este canelată radial, fiind mai presus de toate  în tinerețe vâscoasă (mai târziu lipicioasă) și lucioasă. Coloritul este bej până gri-ocru, ca de miere, ocazional și ocru-maroniu.
- Lamelele: sunt subțiri, dar clar distanțate între ele, intercalate, bifurcate, slab bombate, netede, uneori încrețite, aderate la și ocazional anastomozate (conectate între ele) spre picior, fiind învăluite la început de o cortină deschis alb-violetă, rest al vălului parțial. Coloritul inițial bej-cenușiu, niciodată cu o tentă liliachie, devine cu timpul ocru-brun deschis și în sfârșit brun-ruginiu. Muchiile sterile sunt mai palide și câteodată ciliate.
- Piciorul: solid, plin pe dinăuntru are o lungime de 4-6 (8) și o lățime de 0,6-1,2 cm, fiind fusiform și înrădăcinând în formă de cocean. Suprafața cleioasă, netedă, fără solzi, doar spre vârf canelată fin longitudinal este albă, spre bază cu nuanțe violet-liliachii.
- Carnea: nu prea groasă, gri-albicioasă până deschis ocru-gălbuie. Nu se decolorează după tăiere. Mirosul este imperceptibil, dar capătă imediat după secțiune un miros de miere, la bază deosebit de pronunțat, gustul fiind blând.[3][4]
- Caracteristici microscopice: are spori colorați ocru, amigdaloizi până fusiformi oval, uneori cu o depresie slabă, cu apexul ceva mai rotunjit lat, fin verucoși, pe alocuri cu negi puternic solzoși, măsurând 11,5 (11,9)-13 (15) x 6,5-7 (8) microni. Pulberea lor este brun-ruginie. Basidiile clavate, hialine sau cu un conținut de celule brun-ocracee cu o ansă bazală de anastomoză poartă 4 sterigme fiecare și măsoară 43x13 până 38 x11 microni. Pileocistidele (elemente sterile de pe suprafața pălăriei) în stratul superior de hife (numit ixocutis) sunt un trichoderm cu celule filamentoase împletite gros și erecte de 200 µm grosime și aproximativ (4-) 5 –10 µm lățime, ocazional ramificate, cu terminale sferice, gelatinizate și cu incrustații gălbui, fără cleme. Epicutis este formată din hife cilindrice, fără panglici și rotunjite la vârf. Hipodermul este format de hife sub-globuloase sau elipsoidale gelatinizate de 18 –40 µm mărime. Pleurocistidele (elemente sterile situate în himenul de pe fețele lamelor) sunt hialine, acoperite cu numeroase ciorchini de celule sterile în formă de balon până la cea de bec cu o lățime de 20-30 μm. Cheilocistidele (elemente sterile situate pe muchia lamelor) cu o dimensiune de 18-42 x 13-23 microni, fără cleme, sunt încorporate destul de puternic, putând fi eliberate numai după stoarcere. Ele nu formează niciodată o bandă permanentă la muchii.[12][13][14]

- Reacții chimice: carnea capătă cu hidroxid de potasiu tonuri de roz, mai închise în bulb, pe când cuticula se decolorează purpuriu.[15]

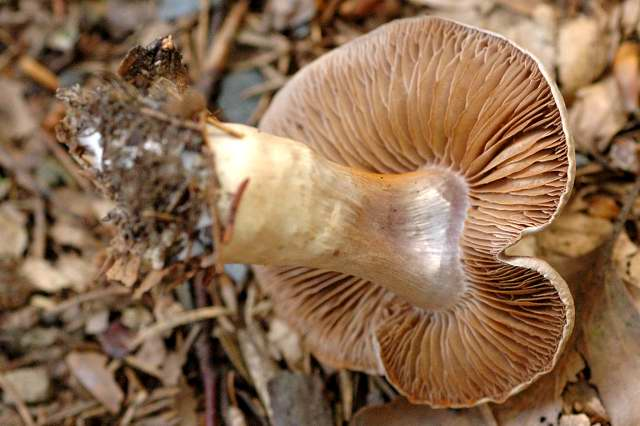
C. livido-ochraceus, lamele și picior

## Confuzii
Cortinarius livido-ochraceus poate fi confundat în primul rând cu gemenul său mai mare Cortinarius elatior (comestibil),, dar, de asemenea, de exemplu cu Cortinarius callisteus (otrăvitor), Cortinarius collinitus (comestibil), Cortinarius delibutus (comestibil),  Cortinarius mucifluoides (comestibil, și el cu miros de miere) + imagini, Cortinarius mucosus (comestibil), Cortinarius multiformis (comestibil), Cortinarius stillatitius (comestibil), Cortinarius trivialis (necomestibil), Cortinarius turmalis (necomestibil, miros ceva fistichiu ca de [[drojdie) sau Cortinarius vibratilis (necomestibil, foarte amar).

## Specii asemănătoare în imagini

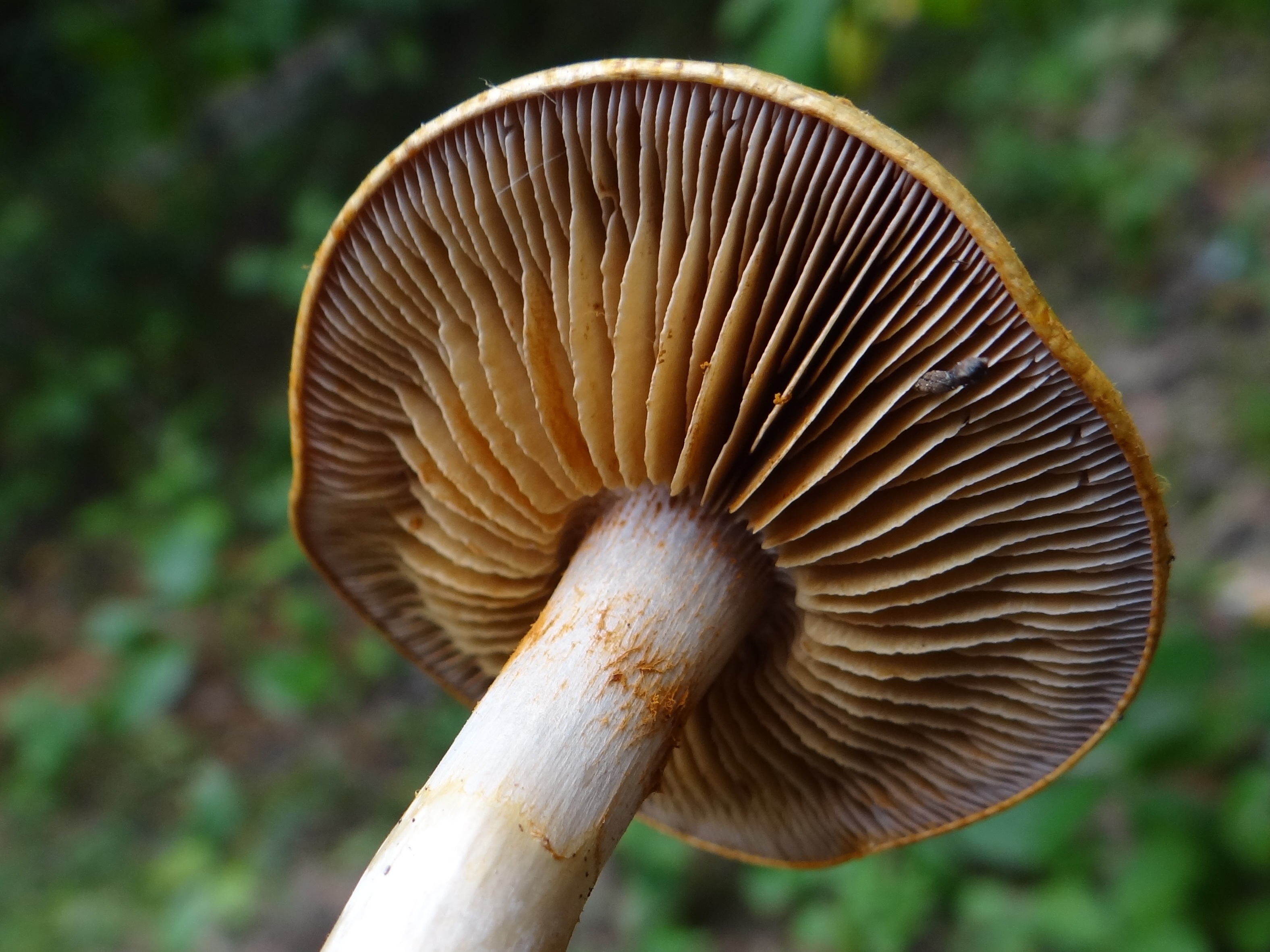
!!Cortinarius callisteus!!
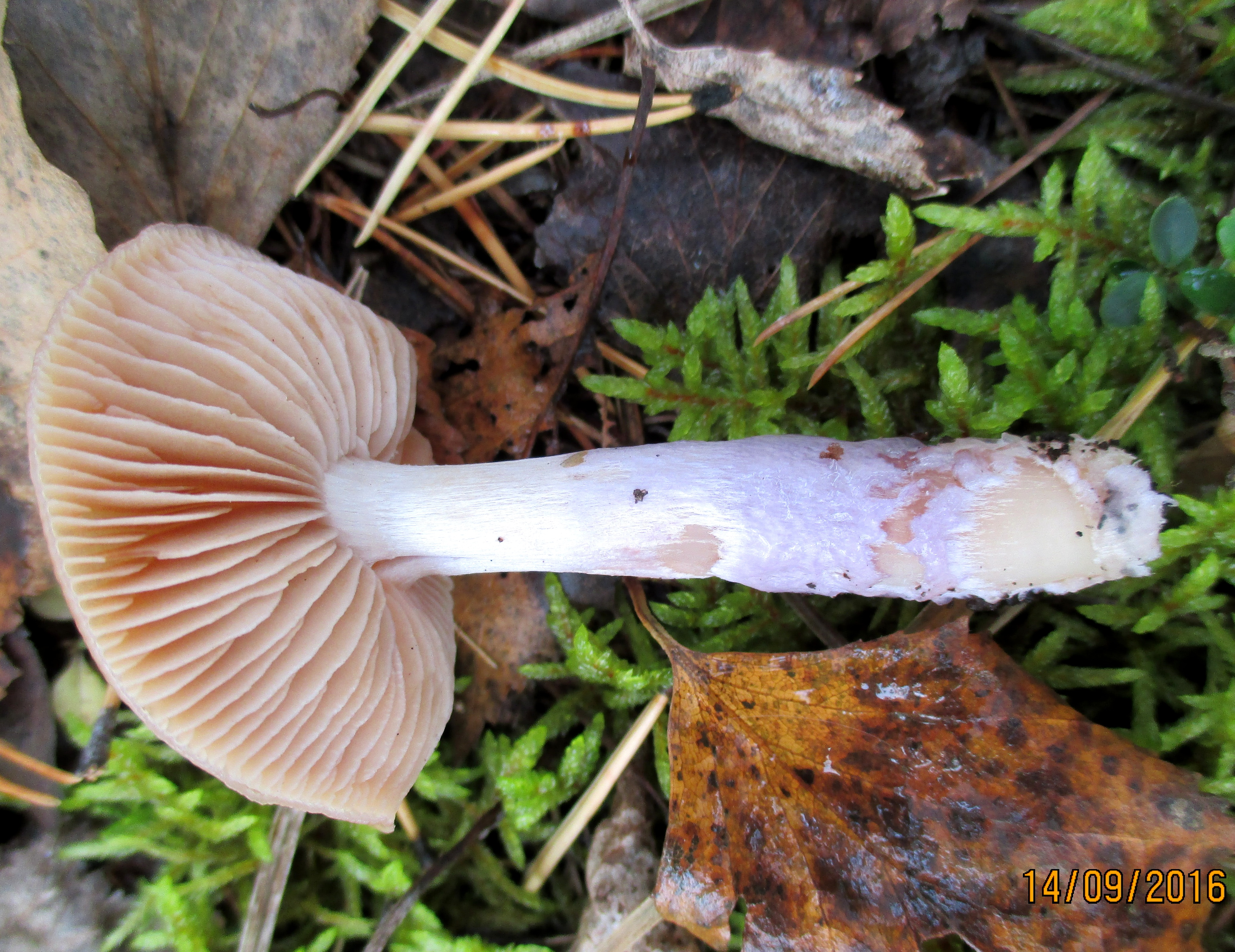
Cortinarius collinitus
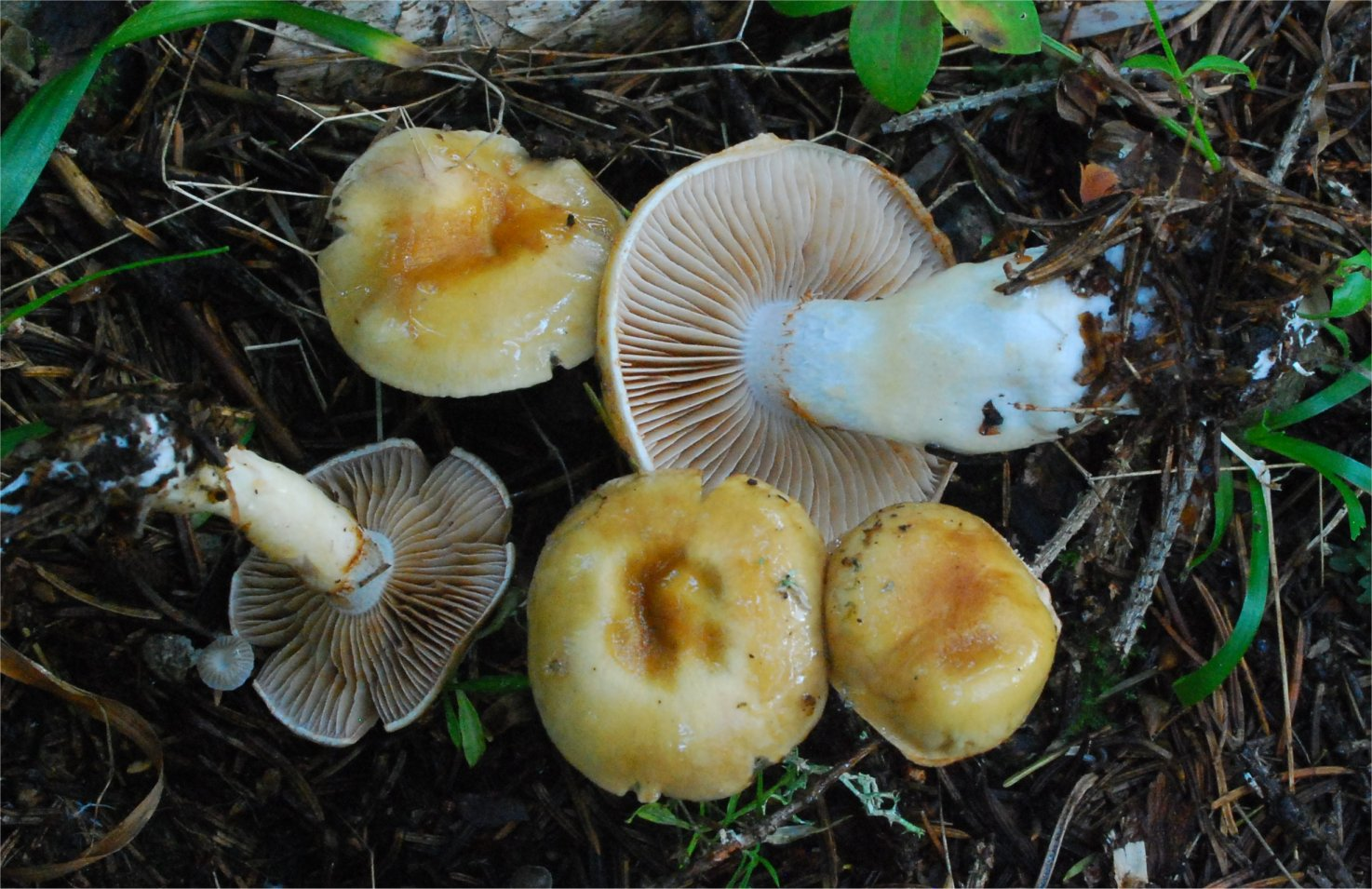
Cortinarius delibutus
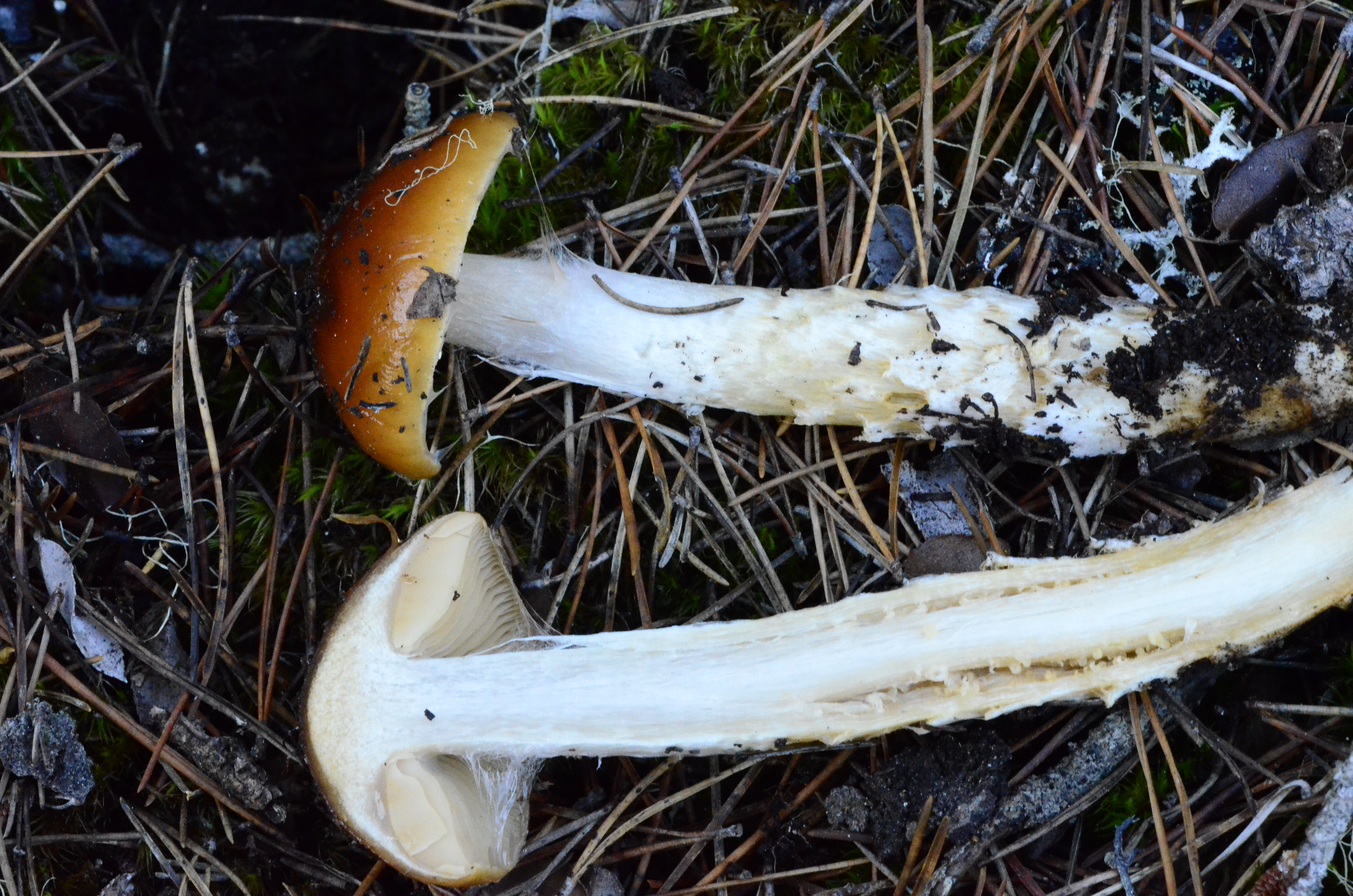
Cortinarius mucosus
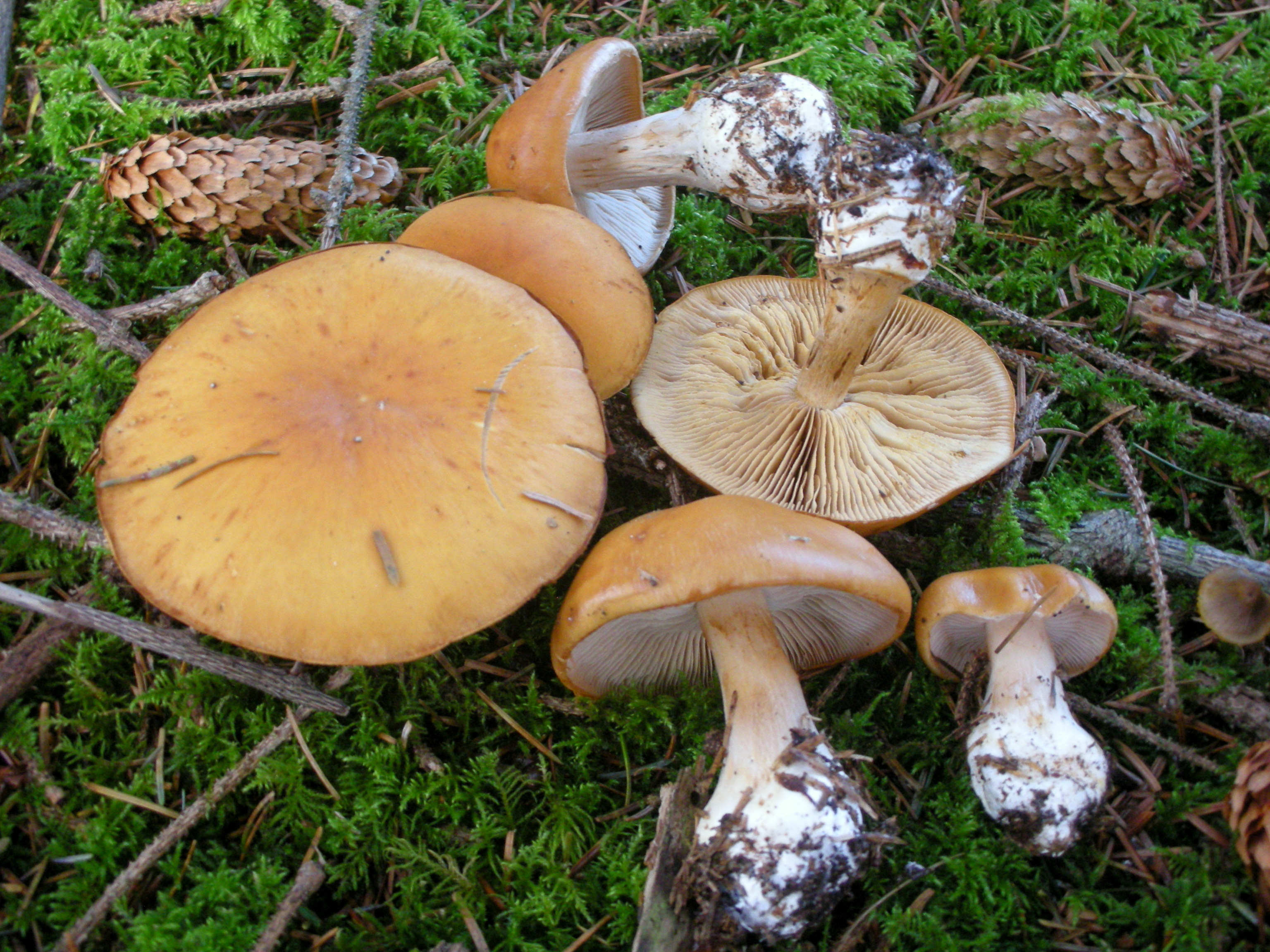
Cortinarius multiformis

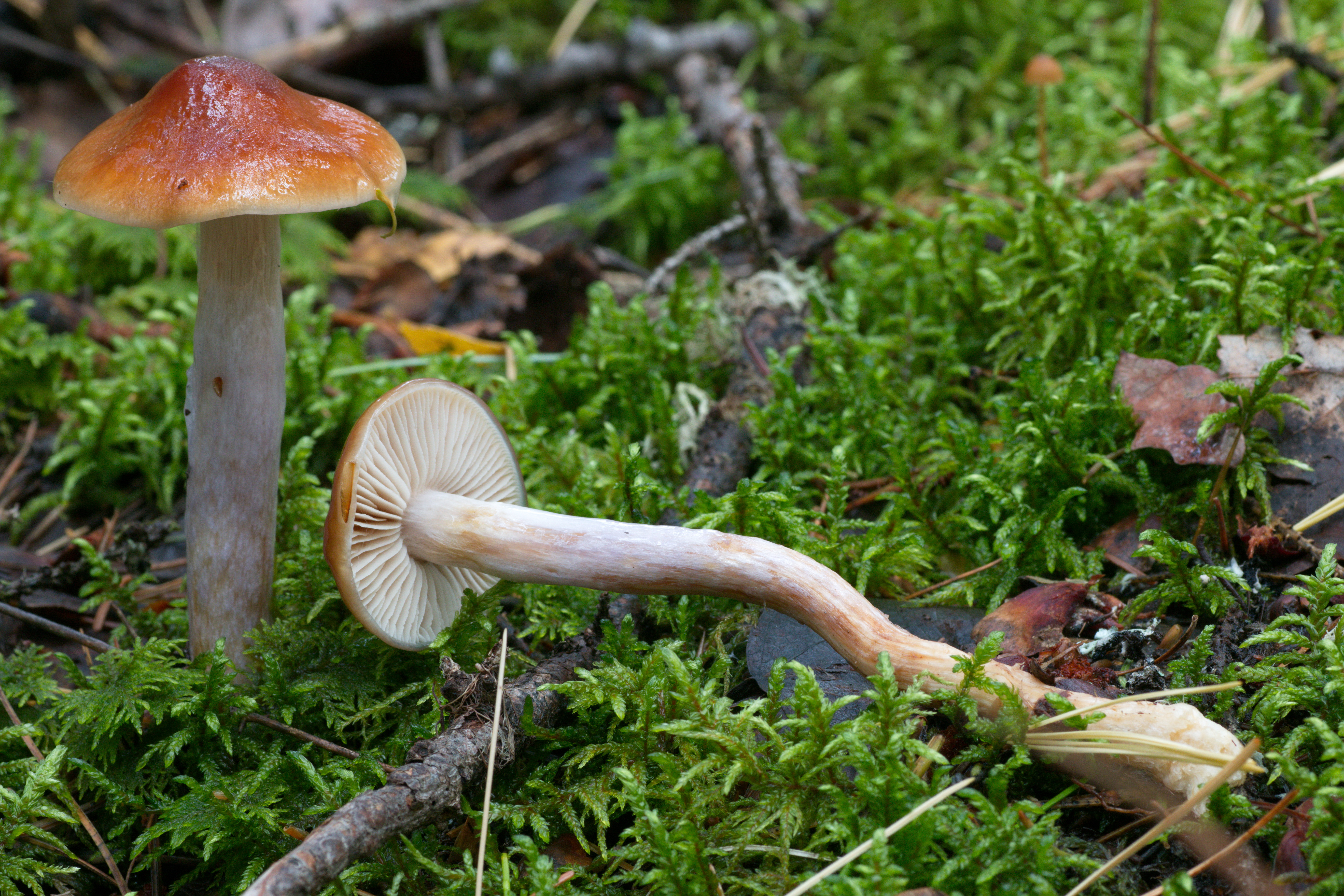
Cortinarius stillatitus
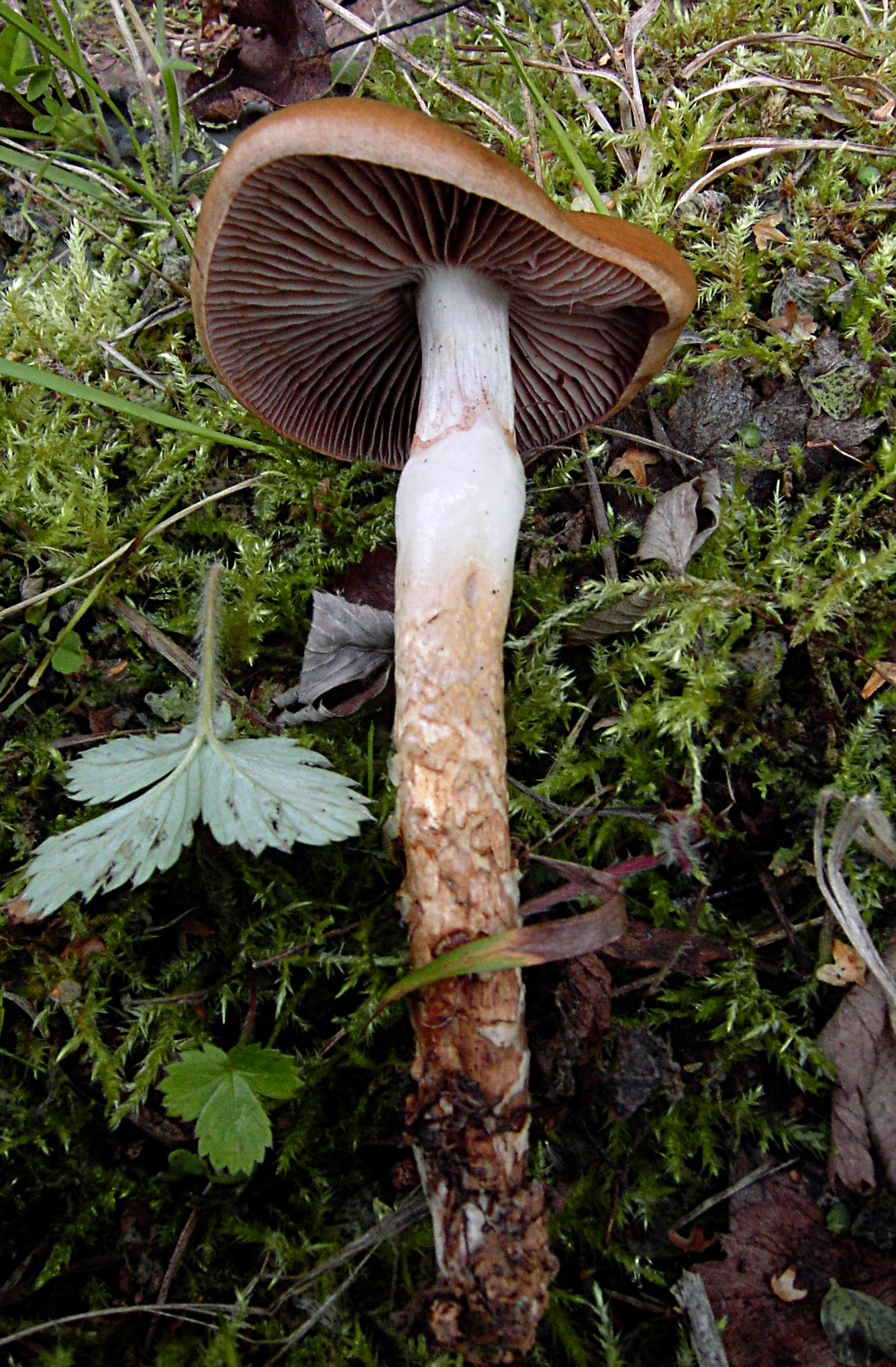
!Cortinarius trivialis!
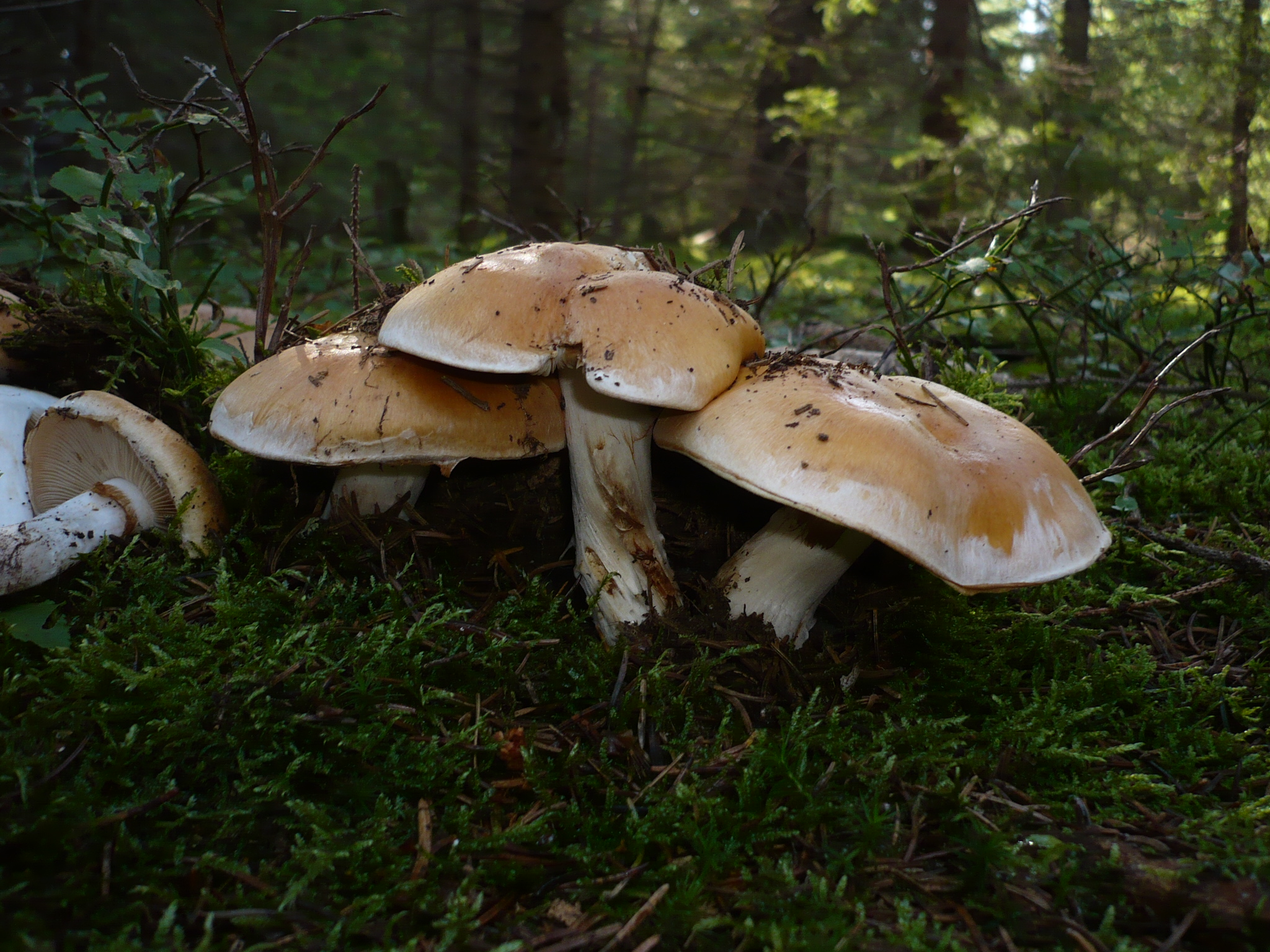
!Cortinarus turmalis!
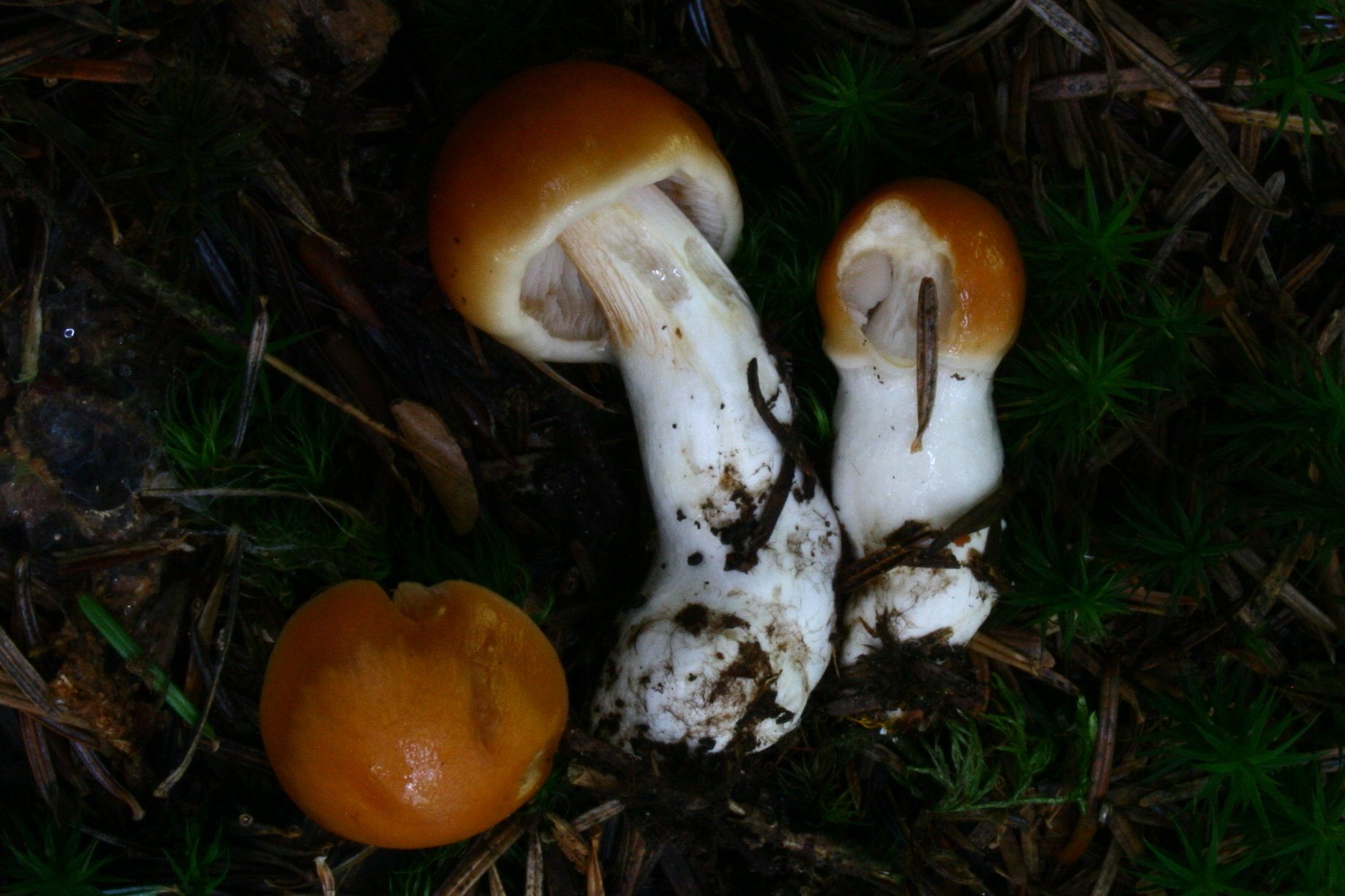
!Cortinarius vibratilis!

## Valorificare
Cortinarius elatior este comestibil și de calitate culinară maximal mediocră. Dați seama că există riscul de confuzie cu alte ciuperci ale genului destul de otrăvitoare.